# Campionato mondiale di calcio 1954
Il Campionato mondiale di calcio FIFA 1954 o Coppa del Mondo Jules Rimet 1954 (in tedesco: Fußball-Weltmeisterschaft 1954, in francese: Coupe du Monde de football 1954, in inglese: World Cup Jules Rimet 1954), noto anche come Svizzera 1954, è stato la quinta edizione della massima competizione per le rappresentative di calcio (squadre comunemente chiamate "nazionali") maschili maggiori delle federazioni sportive affiliate alla FIFA.
Si disputò in Svizzera dal 16 giugno al 4 luglio 1954. Le città ospitanti furono: Basilea, Berna, Ginevra, Losanna, Lugano e Zurigo.
La manifestazione venne vinta a sorpresa dalla Germania Ovest, che dopo una clamorosa rimonta batté in finale per 3-2 l'Ungheria, formata da una serie di eccellenti giocatori e nettamente favorita alla vigilia. Dopo la finale furono affacciate ipotesi di doping da parte della squadra tedesca, dubbi mai completamente fugati.
Il torneo ebbe la più elevata media di gol a partita nella storia dei mondiali di calcio: ben 5,38 (140 gol in 26 partite). Fu inoltre il primo trasmesso in televisione, distinguendosi come uno dei primi eventi seguiti dalla neonata Rai italiana.

## Assegnazione
Per i primi 50 anni della FIFA, nel 1954, alla Federazione sembrò una buona idea tenere i mondiali di quell'anno "in casa propria": la Svizzera fu così selezionata come paese ospitante. Al Mondiale svizzero parteciparono 16 squadre: fatte salve la nazionale di casa e l'Uruguay vincitore in carica, le altre dovettero disputare le qualificazioni. Degna di nota l'Italia, che non partecipava ad un torneo di qualificazione dal mondiale casalingo del 1934 (unico caso di «padroni di casa» che dovettero conquistarsi la partecipazione). Per la nazionale azzurra fu poco più che una formalità, visto che, inserita in un girone a due con l'Egitto, lo sconfisse sia al Cairo che a Milano.
Presero parte alla fase finale altre 11 nazionali europee, tre americane e un'asiatica, l'esordiente Corea del Sud. Fecero la loro prima apparizione a un campionato mondiale anche la Turchia (che si qualificò a spese della Spagna per sorteggio: a Roma, il 17 marzo, fu il quattordicenne Luigi Franco Gemma ad estrarre il nome dei turchi) e la Scozia, escluse da Brasile '50. Entrò in gioco per la prima volta la Germania Ovest, esclusa nel 1950 in quanto paese aggressore nella seconda guerra mondiale.

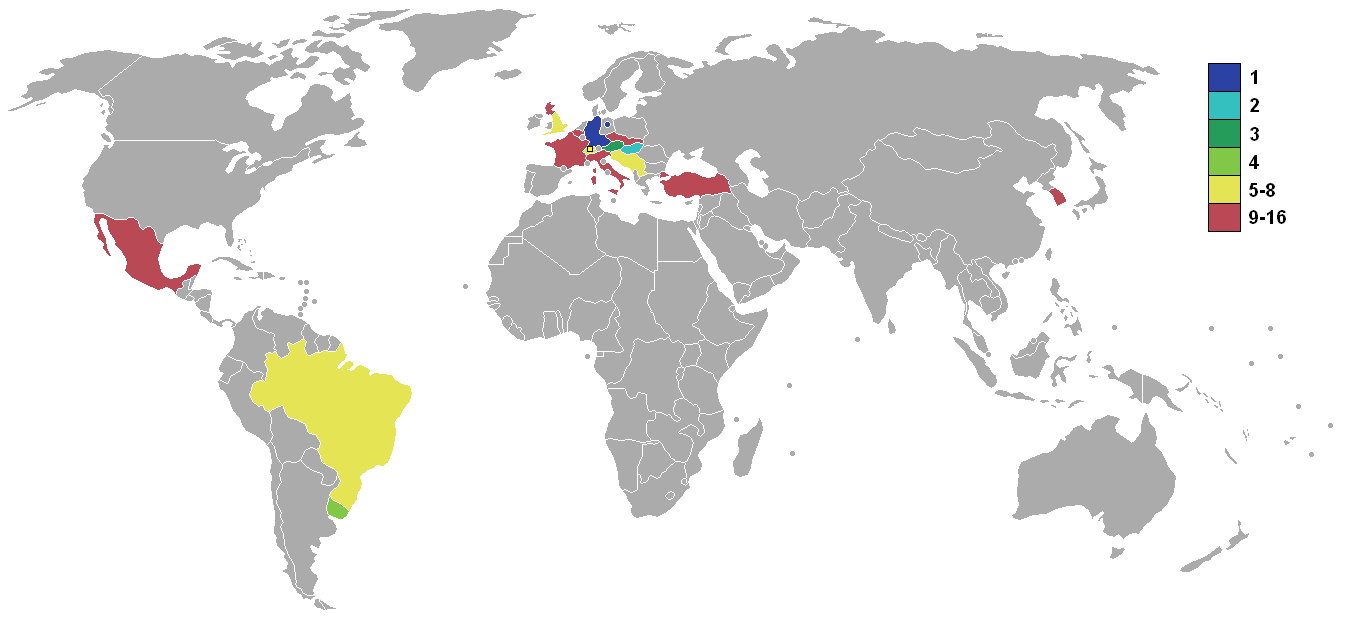
Piazzamenti delle nazionali

Per la prima volta vennero scelte delle "teste di serie", che influenzarono la composizione e lo svolgimento dei gironi eliminatori: le due squadre considerate le più forti di ogni gruppo non si sarebbero incontrate e, dunque, per ogni girone da quattro squadre ogni nazionale avrebbe giocato solamente due partite, salvo spareggi qualora la seconda e la terza classificata fossero state a pari punti. Ne furono necessari due: uno nel gruppo 2 fra Germania Ovest e Turchia, terminato 7-2 per i tedeschi, e l'altro fra Italia e Svizzera, interno al gruppo 4.
Classificata appunto come «testa di serie», l'Italia fu inserita nel gruppo 4, considerato piuttosto difficile, tutto europeo, con la Svizzera, l'Inghilterra e il Belgio. Perse a Losanna, all'esordio, contro i padroni di casa; l'arbitraggio del brasiliano Mario Vianna (che sarebbe stato in seguito radiato dalla FIFA) fu aspramente contestato dai calciatori italiani, che arrivarono ad aggredirlo nel cammino verso gli spogliatoi: in particolare fu fonte di polemiche l'annullamento di un gol di Lorenzi. Pur superando il Belgio nella seconda partita per 4-1 al Cornaredo di Lugano, l'Italia fu costretta allo spareggio, ancora contro gli svizzeri, per staccare il secondo biglietto utile per i quarti di finale (il primo se l'era già assicurato l'Inghilterra). A Basilea, gli svizzeri si imposero per 4-1 e l'Italia tornò a casa.
Nei gruppi 1 e 3, invece, si procedette al sorteggio per determinare le prime classificate del girone. Nel primo caso, Brasile e Jugoslavia erano entrambe a 3 punti (una vittoria e un pareggio ciascuna), e la fortuna premiò i verdeoro; nel secondo l'Uruguay poté superare l'Austria dopo che entrambe avevano ottenuto due vittorie in campo. Questa complicata formula del torneo non fu più riproposta nelle edizioni successive.
Un'altra particolarità del torneo, che ne condizionò pesantemente l'esito, fu costituita dalla circostanza che le quattro vincitrici dei gironi si affrontarono tra di loro nei quarti di finale e poi in semifinale, così come le quattro seconde classificate (tra cui la Germania Ovest, che in questo modo poté godere di un percorso semplificato). Un meccanismo davvero poco comprensibile, mai più ripetuto successivamente.

## Stadi
Sei sedi in sei città (una sede in ogni città) ospitarono ventisei partite del torneo. Lo stadio più utilizzato fu lo stadio St. Jakob di Basilea, che ospitò sei partite. Lo stadio venne ricostruito appositamente per il torneo per 3 milioni di CHF. Le sedi di Berna, Zurigo e Losanna ospitarono cinque partite, la sede di Ginevra ospitò quattro partite e la sede di Lugano ospitò solo una partita.
| Basilea                                                                                     | Berna                        | Ginevra                    |
| ------------------------------------------------------------------------------------------- | ---------------------------- | -------------------------- |
| St. Jakob Stadium                                                                           | Wankdorfstadion              | Stade des Charmilles       |
| 47°32′29″N 7°37′12″E                                                                        | 46°57′46″N 7°27′54″E         | 46°12′32.76″N 6°07′05.52″E |
| Capienza: 51 500                                                                            | Capienza: 64 000             | Capienza: 9 250            |
|                                                                                             |                              |                            |
| Basilea Berna Ginevra Losanna Lugano Zurigo Le città del Campionato mondiale di calcio 1954 |                              |                            |
| Losanna                                                                                     | Lugano                       | Zurigo                     |
| Stade Olympique de la Pontaise                                                              | Stadio comunale di Cornaredo | Hardturm                   |
| 46°32′02.4″N 6°37′30″E                                                                      | 46°01′25″N 8°57′42″E         | 47°23′35″N 8°30′17″E       |
| Capienza: 54 000                                                                            | Capienza: 15 000             | Capienza: 27 500           |
|                                                                                             |                              |                            |

## Squadre partecipanti
| Pr. | Squadra        | Data di qualificazione certa | Confederazione | Continente          | Partecipante in quanto                                         | Partecipazioni precedenti al torneo |
| --- | -------------- | ---------------------------- | -------------- | ------------------- | -------------------------------------------------------------- | ----------------------------------- |
| 1   | Svizzera       | 27 luglio 1946               | −              | Europa              | Rappresentativa della nazione organizzatrice della fase finale | 3 (1934, 1938, 1950)                |
| 2   | Uruguay        | 16 luglio 1950               | CONMEBOL       | America meridionale | Paese detentore del titolo                                     | 2 (1930, 1950)                      |
| 3   | Ungheria       | ottobre 1953                 | −              | Europa              | Vincitrice del Gruppo 7 (Europa)                               | 2 (1934, 1938)                      |
| 4   | Belgio         | 8 ottobre 1953               | −              | Europa              | Vincitrice del Gruppo 2 (Europa)                               | 3 (1930, 1934, 1938)                |
| 5   | Cecoslovacchia | 25 ottobre 1953              | −              | Europa              | Vincitrice del Gruppo 8 (Europa)                               | 2 (1934, 1938)                      |
| 6   | Inghilterra    | 11 novembre 1953             | −              | Europa              | Vincitrice del Gruppo 3 (Europa)                               | 1 (1950)                            |
| 7   | Francia        | 25 novembre 1953             | −              | Europa              | Vincitrice del Gruppo 4 (Europa)                               | 3 (1930, 1934, 1938)                |
| 8   | Austria        | 29 novembre 1953             | −              | Europa              | Vincitrice del Gruppo 5 (Europa)                               | 1 (1934)                            |
| 9   | Messico        | 14 gennaio 1954              | NAFC           | America del Nord    | Vincitrice del Gruppo 12 (NAFC e CCCF)                         | 2 (1930, 1950)                      |
| 10  | Italia         | 24 gennaio 1954              | −              | Europa              | Vincitrice del Gruppo 9 (Europa e Africa)                      | 3 (1934, 1938, 1950)                |
| 11  | Corea del Sud  | 14 marzo 1954                | −              | Asia                | Vincitrice del Gruppo 13 (Asia)                                | −                                   |
| 12  | Turchia        | 17 marzo 1954                | −              | Asia                | Vincitrice del Gruppo 6 (Europa e Asia)                        | −                                   |
| 13  | Brasile        | 21 marzo 1954                | CONMEBOL       | America meridionale | Vincitrice del Gruppo 11 (CONMEBOL)                            | 4 (1930, 1934, 1938, 1950)          |
| 14  | Germania Ovest | 28 marzo 1954                | −              | Europa              | Vincitrice del Gruppo 1 (Europa)                               | 2 (1934, 1938)                      |
| 15  | Jugoslavia     | 28 marzo 1954                | −              | Europa              | Vincitrice del Gruppo 10 (Europa e Asia)                       | 2 (1930, 1950)                      |
| 16  | Scozia         | 31 marzo 1954                | −              | Europa              | Seconda classificata del Gruppo 3 (Europa)                     | −                                   |

Nota bene: nella sezione "partecipazioni precedenti al torneo", le date in grassetto indicano che la nazione ha vinto quella edizione del torneo, mentre le date in corsivo indicano la nazione ospitante.

## Il sorteggio
Il sorteggio venne effettuato a Zurigo il 30 novembre 1953. A questa data, tuttavia, molti continenti non avevano ancora iniziato le qualificazioni, mentre solo 4 gironi europei avevano individuato la squadra vincitrice (oltre l'Inghilterra, sicura di essere tra i primi due posti del torneo interbritannico). Conoscendo solo il nome di otto delle sedici finaliste, si decise di procedere con il sorteggio ipotizzando che passasse la migliore - sulla carta - delle squadre in ballo.
Le 16 squadre vengono divise in 4 gironi da quattro squadre l'uno: ognuno di essi è composto da due teste di serie e due non teste di serie e squadre della medesima fascia non s'incontrano; ragion per cui, ogni girone prevede quattro gare complessive (spareggi esclusi).
Le due fasce sono le seguenti:
| Teste di serie                                 | Non teste di serie                                 |
| ---------------------------------------------- | -------------------------------------------------- |
| Uruguay                                        | Svizzera                                           |
| Austria                                        | Belgio                                             |
| Francia                                        | Cecoslovacchia                                     |
| Inghilterra                                    | seconda Torneo Interbritannico ( Scozia o Galles)  |
| Ungheria                                       | vincente gruppo 1 ( Germania Ovest o Saar)         |
| vincente gruppo 6 ( Spagna o Turchia)          | vincente gruppo 10 ( Jugoslavia, Grecia o Israele) |
| vincente gruppo 9 ( Italia o Egitto)           | vincente gruppo 12 ( Messico, Stati Uniti o Haiti) |
| vincente gruppo 11 ( Brasile, Paraguay o Cile) | vincente gruppo 13 ( Corea del Sud o Giappone)     |

Da notare che questa ad oggi è l'unica edizione in cui la squadra ospitante non è stata inserita nel gruppo delle teste di serie.

## Avvenimenti

### La «squadra d'oro»
L'Ungheria vantava una squadra, la cosiddetta «squadra d'oro» (in ungherese Aranycsapat), che secondo tutti i pronostici iniziali era la favorita alla vittoria del titolo mondiale. La compagine magiara, allenata da Gusztáv Sebes e composta da calciatori di grande valore e tecnica, tra i quali Ferenc Puskás, Gyula Grosics, Nándor Hidegkuti, Zoltán Czibor e Sándor Kocsis, vantava un'imbattibilità che durava da quattro anni e l'anno precedente era stata la prima a sconfiggere l'Inghilterra a Wembley, infrangendo il cosiddetto Home record che durava da 90 anni e aveva resistito alle migliori formazioni degli anni trenta, Austria e Italia. Nella fase a gironi la compagine magiara aveva sconfitto, rispettivamente per 8-3 e 9-0, Germania Ovest e Corea del Sud. L'inaspettata sconfitta in finale chiuderà di fatto il ciclo ungherese che si sgretolò nel 1956 quando l'invasione sovietica costrinse i principali giocatori all'esilio, Puskas il più famoso diventò una stella del Real Madrid.

### La "battaglia di Berna"
Il quarto di finale tra Brasile e Ungheria a Berna fu particolarmente combattuto: i magiari, privi di Puskás a causa dell'infortunio alla caviglia a seguito del fallo del tedesco Liebrich nella partita del primo turno si portarono sul 2-0 nei primi 10' grazie a reti di Hidegkuti e Kocsis prima di subire il parziale ritorno brasiliano da parte di Djalma Santos su rigore; al 30', inoltre, persero di fatto il più giovane dei fratelli Tóth, infortunatosi e quindi rimasto in campo solo per mantenere i ranghi completi. Nel secondo tempo, dopo il 3-1 ungherese di Lantos la partita divenne particolarmente fallosa e violenta, cosa che portò dapprima all'espulsione contemporanea di Nílton Santos e József Bozsik (quest'ultimo all'epoca anche deputato al parlamento ungherese) per scorrettezze reciproche, e successivamente di Humberto. Al termine della partita, finita 4-2 per l'Ungheria, un fotografo brasiliano assalì un poliziotto svizzero colpendolo con un pugno e fuggì mentre il portiere dei sudamericani Castilho tratteneva il tutore dell'ordine impedendogli l'arresto dell'aggressore; all'ingresso degli spogliatoi Puskás discuteva animatamente con Pinheiro a gesti — nessuno dei due comprendendo la lingua dell'altro — lamentandosi del gioco violento dei suoi compagni di squadra finché la discussione non sfociò in colluttazione: Puskás ruppe una bottiglia in testa a Pinheiro e a quel punto esplose una rissa, a stento sedata dalla polizia svizzera, che coinvolse giocatori di ambo le squadre, i fotografi lì presenti e i dirigenti delle due Nazionali. Tale partita passò alla storia come «Battaglia di Berna».
Più di quarant'anni dopo, l'arbitro inglese Arthur Ellis, che aveva già diretto il Brasile nel mondiale precedente e l'Ungheria nella finale del torneo olimpico di calcio a Helsinki due anni prima, raccontò che alla vigilia della partita si aspettava di dirigere il più grande incontro della sua carriera che a posteriori giudicò altresì «orribile», che se arbitrato con i parametri disciplinari più moderni avrebbe portato secondo lui all'espulsione di ben più di tre calciatori e probabilmente alla sospensione del gioco per mancanza del numero minimo di uomini in campo. Dal punto di vista regolamentare, nonostante il rapporto presentato da Ellis, le espulsioni non ebbero alcuna conseguenza sui giocatori: la FIFA preferì lasciare che fossero le due Federazioni a irrogare sanzioni, secondo Ellis per ignavia in quanto i membri del comitato disciplinare, a suo dire, temevano di non essere più graditi come ospiti nei Paesi coinvolti nel procedimento; l'arbitro inglese ricorda anche che si trattò del primo caso di giocatori da lui espulsi a non avere ricevuto alcun provvedimento disciplinare in sede di esame del referto.

### Le semifinali
Il 30 giugno 1954 si giocarono in contemporanea le due semifinali: a Basilea si affrontarono la Germania Ovest e l'Austria in un incontro dai delicati risvolti storico-politici in riferimento agli avvenimenti di pochi anni prima con l'ascesa al potere dell'austriaco Adolf Hitler, il nazismo, l'Anschluss e la seconda guerra mondiale. A Losanna entrarono in campo invece la grande Ungheria, reduce dalla turbolenta "battaglia di Berna", e l'ottimo Uruguay, campione del mondo in carica e vincitore dei "maestri" dell'Inghilterra nel quarto di finale.
La partita di Losanna, considerata dai critici sportivi contemporanei come la vera finale del torneo, diede luogo ad uno splendido spettacolo di calcio nonostante le gravi assenze nelle due squadre; nell'Ungheria non poté giocare Puskas per i problemi alla caviglia susseguenti al fallo del tedesco Liebrich nella gara del primo turno, mentre l'Uruguay non poté mettere in campo né Obdulio Varela, la personalità più spiccata della squadra, né il pericoloso e tecnico attaccante Julio Abbadie. L'incontro ebbe inizio con il gol del vantaggio ungherese al 12' segnato da Czibor; per il resto del primo tempo la gara continuò sostanzialmente equilibrata mentre all'inizio della ripresa gli ungheresi raddoppiarono al 47' con Hidegkuti e credettero di aver chiuso la partita. Al contrario l'Uruguay iniziò la rimonta, mostrando grande combattività, la cosiddetta garra, e notevole resistenza fisica, gli uruguayani, guidati da Juan Alberto Schiaffino, autore di una prestazione eccellente, pareggiarono con una doppietta di Juan Hohberg al 76' e all'86'. Nei supplementari la partita continuò incerta e accanita; Hohberg colpì un palo per l'Uruguay; la partita fu decisa infine da due gol di Kocsis in contropiede con acrobatici colpi di testa. Per la prima volta nella storia dei mondiali l'Uruguay, due volte campione del mondo, uscì sconfitto dal campo dopo una partita considerata tra le più belle della storia del calcio.
A Basilea la seconda semifinale venne vinta agevolmente dai tedeschi occidentali che dimostrarono notevoli progressi nel gioco e grande forma atletica di fronte agli austriaci della classica scuola danubiana guidati dal capitano Ocwirk. Il primo tempo si chiuse sull'1-0 per i tedeschi con gol di Schäfer al 31' ma gli austriaci mantennero il predominio territoriale; nella ripresa la squadra del commissario tecnico Herberger dominò la gara chiudendo con un netto 6-1 dopo doppiette del capitano Fritz Walter (entrambi i gol su rigore) e di Ottmar Walter, e una rete di Morlock.

### La finale: Germania Ovest-Ungheria 3-2
Il 4 luglio 1954 si giocò la finale tra Ungheria e Germania Ovest. La partita, giocata a causa della continua pioggia in un campo allentato e pesante che favorì la squadra tedesca, iniziò in modo favorevole all'Ungheria che, dopo solo otto minuti dall'inizio del primo tempo, si era già portata in vantaggio di due reti, messe a segno da Puskas con un tiro dalla corta distanza, e Czibor che sfruttò un errato retropassaggio tedesco al portiere. La Germania Ovest però reagì mostrando una grande condizione atletica e una forte combattività e riportò entro il 18' il risultato in parità, con i gol di Morlock, su errore della difesa ungherese, e Rahn su azione di calcio d'angolo.
Da quel momento gli ungheresi giocarono costantemente all'attacco per ritornare in vantaggio: colpirono un palo e una traversa, i difensori tedeschi salvarono sulla linea di porta, il portiere tedesco Turek effettuò una serie di difficili parate. Con il passare del tempo i tedeschi, nel campo allentato, mostrarono la loro superiorità atletica e all'86' l'attaccante Rahn mise a segno il gol del clamoroso 3-2, agganciando la palla dopo una respinta ungherese e sferrando un tiro rasoterra dal limite dell'area che superò sulla sua destra il portiere Grosics.
Negli ultimi minuti gli ungheresi cercarono ancora il pareggio: Puskás, che aveva giocato tutta la partita zoppicando, all'88' effettivamente mise la palla in rete ma l'arbitro inglese Ling annullò per un dubbio fuorigioco; all'ultimo minuto Czibor sprecò una favorevole occasione tirando sul portiere a pochi metri dalla porta. La Germania Ovest vinse quindi per 3 reti a 2 dopo una delle partite più drammatiche e sorprendenti della storia del calcio, il cosiddetto miracolo di Berna. Il pubblico svizzero che parteggiava per gli ungheresi e il loro calcio spettacolare fischiò la vittoria tedesca.
Il capitano ungherese Puskas strinse cavallerescamente la mano al termine della partita al capitano tedesco Fritz Walter.

### I dubbi sul doping
In realtà gli ungheresi lamentarono un arbitraggio sfavorevole; la delusione tra i tifosi magiari, sicuri della vittoria, fu grande; le autorità dell'Ungheria comunista denunciarono un vero complotto del mondo occidentale contro di loro; al contrario si parlò anche di partita deliberatamente perduta su disposizione del governo di Budapest in cambio di una fornitura tedesca di trattori. Dopo alcune settimane soprattutto si diffusero le prime voci di doping della squadra tedesca.
Pochi giorni dopo la finale alcuni giocatori della nazionale tedesca occidentale in effetti vennero ricoverati in ospedale per una misteriosa infezione con ittero: i due Walter, Morlock, Rahn e il portiere di riserva Kubasch. Le accuse del medico della squadra tedesca, il dottor Loogen, all'albergo dove erano stati in ritiro i giocatori vennero respinte dai proprietari e non fugarono i crescenti dubbi; Puskas in particolare accusò direttamente di doping la squadra avversaria.
Un altro fatto che supporta l'ipotesi del doping fu il rinvenimento di fiale sospette negli scarichi dei bagni della squadra tedesca; nonostante le dichiarazioni dei dirigenti tedeschi che si trattasse di glucosio e vitamina C, è stata avanzata l'ipotesi che in realtà fossero fiale di "Pervitin", metanfetamina già utilizzata dalla Wehrmacht durante la seconda guerra mondiale.

## Risultati

### Fase a gironi

#### Gruppo 1

##### Classifica
| Pos. | Squadra    | Pt | G | V | N | P | GF | GS | DR |
| ---- | ---------- | -- | - | - | - | - | -- | -- | -- |
| 1.   | Brasile    | 3  | 2 | 1 | 1 | 0 | 6  | 1  | +5 |
| 2.   | Jugoslavia | 3  | 2 | 1 | 1 | 0 | 2  | 1  | +1 |
| 3.   | Francia    | 2  | 2 | 1 | 0 | 1 | 3  | 3  | +0 |
| 4.   | Messico    | 0  | 2 | 0 | 0 | 2 | 2  | 8  | -6 |

##### Incontri
| Arbitro: | Wyssling |

|                                                 |           |  |
| Baltazar 23’ Didi 30’ Pinga 34’ 43’ Julinho 69’ | Marcatori |  |

| Arbitro: | Griffiths |

|                 |           |  |
| Milutinović 15’ | Marcatori |  |

| Arbitro: | Faultless |

|          |           |           |
| Didi 69’ | Marcatori | 48’ Zebec |

| Arbitro: | Asensi |

|                                                 |           |                           |
| Vincent 19’ Cárdenas 49’ (aut.) Kopa 88’ (rig.) | Marcatori | 54’ Lamadrid 85’ Balcázar |

#### Gruppo 2

##### Classifica
| Pos. | Squadra        | Pt | G | V | N | P | GF | GS | DR  |
| ---- | -------------- | -- | - | - | - | - | -- | -- | --- |
| 1.   | Ungheria       | 4  | 2 | 2 | 0 | 0 | 17 | 3  | +14 |
| 2.   | Germania Ovest | 2  | 2 | 1 | 0 | 1 | 7  | 9  | -2  |
| 3.   | Turchia        | 2  | 2 | 1 | 0 | 1 | 8  | 4  | +4  |
| 4.   | Corea del Sud  | 0  | 2 | 0 | 0 | 2 | 0  | 16 | -16 |

##### Incontri
| Arbitro: | Da Costa Vieira |

|                                                 |           |         |
| Schäfer 14’ Klodt 52’ O. Walter 60’ Morlock 84’ | Marcatori | 2’ Suat |

| Arbitro: | Vincenti |

|                                                                         |           |  |
| Puskás 12’ 89’ Lantos 18’ Kocsis 24’ 36’ 50’ Czibor 59’ Palotás 75’ 83’ | Marcatori |  |

| Arbitro: | Ling |

|                                                                |           |                                 |
| Kocsis 3’ 21’ 67’ 78’ Puskás 17’ Hidegkuti 50’ 54’ J. Tóth 73’ | Marcatori | 25’ Pfaff 77’ Rahn 81’ Herrmann |

| Arbitro: | Marino |

|                                                     |           |  |
| Suat 10’ 30’ Lefter 24’ Burhan 37’ 64’ 70’ Erol 76’ | Marcatori |  |

##### Spareggio
| Arbitro: | Vincenti |

|                                                                |           |                        |
| O. Walter 7’ Schäfer 12’ 79’ Morlock 30’ 60’ 77’ F. Walter 62’ | Marcatori | 21’ Mustafa 82’ Lefter |

#### Gruppo 3

##### Classifica
| Pos. | Squadra        | Pt | G | V | N | P | GF | GS | DR |
| ---- | -------------- | -- | - | - | - | - | -- | -- | -- |
| 1.   | Uruguay        | 4  | 2 | 2 | 0 | 0 | 9  | 0  | +9 |
| 2.   | Austria        | 4  | 2 | 2 | 0 | 0 | 6  | 0  | +6 |
| 3.   | Cecoslovacchia | 0  | 2 | 0 | 0 | 2 | 0  | 7  | -7 |
| 4.   | Scozia         | 0  | 2 | 0 | 0 | 2 | 0  | 8  | -8 |

##### Incontri
| Arbitro: | Ellis |

|                           |           |  |
| Míguez 72’ Schiaffino 81’ | Marcatori |  |

| Arbitro: | Franken |

|            |           |  |
| Probst 33’ | Marcatori |  |

| Arbitro: | Orlandini |

|                                                   |           |  |
| Borges 17’ 47’ 57’ Míguez 30’ 83’ Abbadie 54’ 85’ | Marcatori |  |

| Arbitro: | Stefanovic |

|                                    |           |  |
| Stojaspal 3’ 70’ Probst 4’ 21’ 24’ | Marcatori |  |

#### Gruppo 4

##### Classifica
| Pos. | Squadra     | Pt | G | V | N | P | GF | GS | DR |
| ---- | ----------- | -- | - | - | - | - | -- | -- | -- |
| 1.   | Inghilterra | 3  | 2 | 1 | 1 | 0 | 6  | 4  | +2 |
| 2.   | Svizzera    | 2  | 2 | 1 | 0 | 1 | 2  | 3  | -1 |
| 3.   | Italia      | 2  | 2 | 1 | 0 | 1 | 5  | 3  | +2 |
| 4.   | Belgio      | 1  | 2 | 0 | 1 | 1 | 5  | 8  | -3 |

##### Incontri
| Arbitro: | Viana |

|                       |           |               |
| Ballaman 18’ Hügi 78’ | Marcatori | 44’ Boniperti |

| Arbitro: | Schmetzer |

|                                   |           |                                               |
| Broadis 26’ 63’ Lofthouse 36’ 91’ | Marcatori | 5’ 71’ Anoul 67’ Coppens 94’ (aut.) Dickinson |

| Arbitro: | Steiner |

|                                                          |           |           |
| Pandolfini 41’ (rig.) Galli 48’ Frignani 58’ Lorenzi 78’ | Marcatori | 81’ Anoul |

| Arbitro: | Zsolt |

|                        |           |  |
| Mullen 43’ Wilshaw 69’ | Marcatori |  |

##### Spareggio
| Arbitro: | Griffiths |

|                                      |           |           |
| Hügi 14’ 85’ Ballaman 48’ Fatton 90’ | Marcatori | 67’ Nesti |

### Fase ad eliminazione diretta

#### Tabellone
|  | Quarti di finale | Quarti di finale | Quarti di finale |          |                | Semifinali     | Semifinali | Semifinali |         |                           | Finale                    | Finale                    | Finale |  |
|  |                  |                  |                  |          |                |                |            |            |         |                           |                           |                           |        |  |
|  | Jugoslavia       | Jugoslavia       | 0                |          |                |                |            |            |         |                           |                           |                           |        |  |
|  | Jugoslavia       | Jugoslavia       | 0                |          |                |                |            |            |         |                           |                           |                           |        |  |
|  | Germania Ovest   | Germania Ovest   | 2                |          |                |                |            |            |         |                           |                           |                           |        |  |
|  | Germania Ovest   | Germania Ovest   | 2                |          | Germania Ovest | Germania Ovest | 6          |            |         |                           |                           |                           |        |  |
|  |                  |                  |                  |          | Germania Ovest | Germania Ovest | 6          |            |         |                           |                           |                           |        |  |
|  |                  |                  | Austria          | Austria  | 1              |                |            |            |         |                           |                           |                           |        |  |
|  | Austria          | Austria          | Austria          | Austria  | 1              | 7              |            |            |         |                           |                           |                           |        |  |
|  | Austria          | Austria          |                  |          |                |                |            |            |         |                           |                           |                           |        |  |
|  | Svizzera         | Svizzera         | 5                |          |                |                |            |            |         |                           |                           |                           |        |  |
|  | Svizzera         | Svizzera         | 5                |          | Germania Ovest | Germania Ovest | 3          |            |         |                           |                           |                           |        |  |
|  |                  |                  |                  |          |                |                |            |            |         |                           |                           |                           |        |  |
|  |                  |                  | Ungheria         | Ungheria | 2              |                |            |            |         |                           |                           |                           |        |  |
|  | Brasile          | Brasile          | Ungheria         | Ungheria | 2              | 2              |            |            |         |                           |                           |                           |        |  |
|  | Brasile          | Brasile          |                  |          |                | 2              |            |            |         |                           |                           |                           |        |  |
|  | Ungheria         | Ungheria         | 4                |          |                |                |            |            |         |                           |                           |                           |        |  |
|  | Ungheria         | Ungheria         | 4                |          | Ungheria (dts) | Ungheria (dts) | 4          |            |         | Finale per il terzo posto | Finale per il terzo posto | Finale per il terzo posto |        |  |
|  |                  |                  |                  |          | Ungheria (dts) | Ungheria (dts) | 4          |            |         |                           |                           |                           |        |  |
|  |                  |                  | Uruguay          | Uruguay  | 2              |                |            |            |         |                           |                           |                           |        |  |
|  | Uruguay          | Uruguay          | Uruguay          | Uruguay  | 2              | 4              |            |            | Austria | Austria                   | 3                         |                           |        |  |
|  | Uruguay          | Uruguay          |                  |          |                |                |            |            | Austria | Austria                   | 3                         |                           |        |  |
|  | Inghilterra      | Inghilterra      | 2                |          |                | Uruguay        | Uruguay    | 1          |         |                           |                           |                           |        |  |

#### Quarti di finale
| Arbitro: | Faultless |

|                                                            |           |                                   |
| Wagner 25’ 27’ 53’ A. Körner 26’ 34’ Ocwirk 32’ Probst 76’ | Marcatori | 16’ 39’ Ballaman 17’ 19’ 58’ Hügi |

| Arbitro: | Steiner |

|                                                 |           |                          |
| Borges 5’ Varela 39’ Schiaffino 46’ Ambrois 78’ | Marcatori | 16’ Lofthouse 67’ Finney |

| Arbitro: | Ellis |

|                                      |           |                                              |
| Djalma Santos 18’ (rig.) Julinho 65’ | Marcatori | 4’ Hidegkuti 7’ 88’ Kocsis 60’ (rig.) Lantos |

| Arbitro: | Zsolt |

|  |           |                           |
|  | Marcatori | 9’ (aut.) Horvat 85’ Rahn |

#### Semifinali
| Arbitro: | Griffiths |

|                                           |           |                 |
| Czibor 13’ Hidegkuti 46’ Kocsis 111’ 116’ | Marcatori | 75’ 86’ Hohberg |

| Arbitro: | Orlandini |

|                                                                           |           |            |
| Schäfer 31’ Morlock 47’ F. Walter 54’ (rig.) 64’ (rig.) O. Walter 61’ 89’ | Marcatori | 51’ Probst |

#### Finale per il terzo posto
| Arbitro: | Wyssling |

|                                                 |           |             |
| Stojaspal 16’ (rig.) Cruz 59’ (aut.) Ocwirk 89’ | Marcatori | 22’ Hohberg |

#### Finale
| Arbitro: | Ling |

|                           |           |                     |
| Morlock 10’ Rahn 18’, 84’ | Marcatori | 6’ Puskás 8’ Czibor |

## Statistiche

### Classifica marcatori
11 reti
- Sándor Kocsis

6 reti
- Erich Probst
- Max Morlock
- Josef Hügi

4 reti
- Helmut Rahn
- Hans Schäfer
- Ottmar Walter
- Robert Ballaman
- Nándor Hidegkuti
- Ferenc Puskás
- Carlos Borges

3 reti
- Ernst Stojaspal (1 rigore)
- Theodor Wagner
- Léopold Anoul
- Fritz Walter (2 rigori)
- Nat Lofthouse
- Zoltán Czibor
- Burhan Sargun
- Suat Mamat
- Juan Hohberg
- Oscar Míguez

2 reti
- Robert Körner
- Ernst Ocwirk
- Didi
- Julinho
- Pinga
- Ivor Broadis
- Lefter Küçükandonyadis
- Mihály Lantos (1 rigore)
- Péter Palotás
- Julio Abbadie
- Juan Alberto Schiaffino

1 rete
- Henri Coppens
- Baltazar
- Djalma Santos (1 rigore)
- Raymond Kopa (1 rigore)
- Jean Vincent
- Richard Herrmann
- Bernhard Klodt
- Alfred Pfaff
- Tom Finney
- Jimmy Mullen
- Dennis Wilshaw
- Giampiero Boniperti
- Amleto Frignani
- Carlo Galli
- Benito Lorenzi
- Fulvio Nesti
- Egisto Pandolfini (1 rigore)

- Miloš Milutinović
- Branko Zebec
- Tomás Balcázar
- José Luis Lamadrid
- Jacques Fatton
- Mustafa Ertan
- Erol Keskin
- Javier Ambrois
- József Tóth
- Obdulio Varela

Autoreti
- Jimmy Dickinson (1)
- Ivan Horvat (1)
- Raúl Cárdenas (1)
- Luis Cruz (1)

## Premi

### All-Star Team[25]
| Portiere      | Difensori                                  | Centrocampisti                                            | Attaccanti                              |
| ------------- | ------------------------------------------ | --------------------------------------------------------- | --------------------------------------- |
| Gyula Grosics | Ernst Ocwirk Djalma Santos José Santamaría | Fritz Walter József Bozsik Nándor Hidegkuti Zoltán Czibor | Helmut Rahn Ferenc Puskás Sándor Kocsis |